# Liste der Naturwaldreservate in Thüringen
Die Liste der Naturwaldreservate in Thüringen enthält 58 (Stand März 2017) Naturwaldreservate in Thüringen. Die Liste enthält die amtlichen Bezeichnungen für Namen, Kennung, Naturraum, Größe und das Jahr der Ausweisung. Die geographischen Lage ist gemittelt und die Angabe des Landkreises / Stadt bezieht sich auf diese Angabe. Die Gebiete können sich jedoch auch über mehrere Landkreise erstrecken.
Seit etwa 40 Jahren (verstärkt seit dem Naturschutzjahr 1970) werden in ganz Deutschland Naturwaldreservate ausgewiesen, um eine Palette an Totalreservaten zu erhalten. Naturwaldreservate sind Wälder, die sich in einem weitgehend naturnahen Zustand befinden. Die natürliche Waldentwicklung läuft hier ungestört ab. Im Lauf der Zeit entstehen dort Urwälder mit starken Bäumen und viel Totholz. In Thüringen gibt es derzeit 58 solche Naturwaldreservate mit 4040 ha Fläche.

## Liste
| Name des Gebietes                   | Bild | Kennung | Naturraum                                            | Landkreis / Stadt                                  | Beschreibung / Bemerkungen | Standort | Fläche in Hektar | Jahr der Verordnung |
| ----------------------------------- | ---- | ------- | ---------------------------------------------------- | -------------------------------------------------- | -------------------------- | -------- | ---------------- | ------------------- |
| Altendorfer Klippen                 |      | 16-002  | Thüringer Becken mit Randplatten                     | Kyffhäuserkreis                                    |                            | Position | 111,6            | 2001                |
| Alter Stolberg                      |      | 16-102  |                                                      | Landkreis Nordhausen                               |                            | Position | 92,4             | 1999                |
| Arnsberg-Kohlbach                   |      | 16-007  | Osthessisches Bergland, Vogelberg und Rhön           | Wartburgkreis                                      |                            | Position | 89,0             | 2001                |
| Arzberg                             |      | 16-121  |                                                      | Wartburgkreis                                      |                            | Position | 18,6             | 2006                |
| Aspenbusch                          |      | 16-116  |                                                      | Ilm-Kreis                                          |                            | Position | 9,1              | 1961                |
| Bernshaeuser Kutte                  |      | 16-123  |                                                      | Wartburgkreis                                      |                            | Position | 7,8              | 1959                |
| Bodensteiner Klippen                |      | 16-104  |                                                      | Landkreis Eichsfeld                                |                            | Position | 15,6             | 1961                |
| Brandesbachtal                      |      | 16-001  | Harz                                                 | Landkreis Nordhausen                               |                            | Position | 114,5            | 2001                |
| Dissau und Steinberg                |      | 16-141  |                                                      | Landkreis Saalfeld-Rudolstadt                      |                            | Position | 19,2             | 1961                |
| Dolinenhänge                        |      | 16-113  |                                                      | Wartburgkreis                                      |                            | Position | 16,1             | 1961                |
| Eisenberger Holzland                |      | 16-008  | Thüringer Becken mit Randplatten                     | Saale-Holzland-Kreis                               |                            | Position | 128,1            | 2001                |
| Gottesholz                          |      | 16-150  |                                                      | Ilm-Kreis                                          |                            | Position | 20,3             | 1961                |
| Graefenthal                         |      | 16-101  |                                                      | Landkreis Nordhausen                               |                            | Position | 7,4              | 1961                |
| Großenbehringer Holz                |      | 16-110  |                                                      | Wartburgkreis                                      |                            | Position | 17,9             | 1961                |
| Großer Gleichberg                   |      | 16-019  | Mainfränkische Platten                               | Landkreis Hildburghausen                           |                            | Position | 97,1             | 2001                |
| Großer Gleisberg                    |      | 16-139  |                                                      | Jena                                               |                            | Position | 70,7             | 1961                |
| Großer Horn                         |      | 16-109  |                                                      | Kyffhäuserkreis                                    |                            | Position | 24,6             | 1961                |
| Großer Inselsberg                   |      | 16-114  |                                                      | Landkreis Schmalkalden-Meiningen                   |                            | Position | 16,0             | 1961                |
| Hohe Lehde                          |      | 16-010  | Thüringer Becken mit Randplatten                     | Saale-Holzland-Kreis                               |                            | Position | 114,0            | 2001                |
| Horn                                |      | 16-022  | Osthessisches Bergland, Vogelberg und Rhön           | Wartburgkreis                                      |                            | Position | 62,4             | 2006                |
| Hotzenberg                          |      | 16-106  |                                                      | Kyffhäuserkreis                                    |                            | Position | 15,2             | 1961                |
| Jägersruh                           |      | 16-143  |                                                      | Saale-Orla-Kreis                                   |                            | Position | 113,0            | 2001                |
| Kammerforst                         |      | 16-005  | Erzgebirgsvorland und Sächsisches Huegelland         | Landkreis Altenburger Land                         |                            | Position | 91,0             | 2000                |
| Klosterholz                         |      | 16-009  | Thüringer Becken mit Randplatten                     | Landkreis Weimarer Land                            |                            | Position | 66,0             | 2000                |
| Klosterwald                         |      | 16-018  | Osthessisches Bergland, Vogelberg und Rhön           | Landkreis Schmalkalden-Meiningen                   |                            | Position | 85,0             | 2001                |
| Lange Rhön                          |      | 16-147  |                                                      | Landkreis Schmalkalden-Meiningen                   |                            | Position | 22,6             | 2006                |
| Marktal und Morast                  |      | 16-131  |                                                      | Ilm-Kreis                                          |                            | Position | 147,0            | 2006                |
| Mittelberg-Rhintal                  |      | 16-006  | Unteres Weserbergland und Oberes Weser-Leinebergland | Landkreis Eichsfeld                                |                            | Position | 75,4             | 2001                |
| Naturentwicklungsraum Hohe Schrecke |      | 16-149  |                                                      | Landkreis Sömmerda                                 |                            | Position | 669,3            | 2005                |
| Oberlauf der Galbeltäler            |      | 16-138  |                                                      | Landkreis Hildburghausen                           |                            | Position | 7,6              | 2006                |
| Probsteizella                       |      | 16-111  |                                                      | Landkreis Schmalkalden-Meiningen                   |                            | Position | 14,9             | 1961                |
| Rautenschlag                        |      | 16-004  | Thüringer Becken mit Randplatten                     | Weimar                                             |                            | Position | 57,8             | 2000                |
| Rhönkopf-Streufelsberg-Lichtenstein |      | 16-148  |                                                      | Landkreis Schmalkalden-Meiningen                   |                            | Position | 53,0             | 2006                |
| Rhönwald                            |      | 16-135  |                                                      | Landkreis Schmalkalden-Meiningen                   |                            | Position | 116,3            | 2006                |
| Roßberg + Erweiterung               |      | 16-017  | Osthessisches Bergland, Vogelberg und Rhön           | Wartburgkreis                                      |                            | Position | 215,3            | 2006                |
| Rote Klippen                        |      | 16-021  | Thüringisch-Fränkisches Mittelgebirge                | Landkreis Hildburghausen                           |                            | Position | 36,9             | 2006                |
| Rothenburg                          |      | 16-146  |                                                      | Kyffhäuserkreis                                    |                            | Position | 89,9             | 2001                |
| Sachsenburg                         |      | 16-122  |                                                      | Wartburgkreis                                      |                            | Position | 9,8              | 2006                |
| Schneekopfmoore am Teufelskreis     |      | 16-127  |                                                      | Ilm-Kreis                                          |                            | Position | 28,3             | 2006                |
| Schwarzatal                         |      | 16-142  |                                                      | Ilm-Kreis                                          |                            | Position | 67,2             | 1961                |
| Schweinaer Grund                    |      | 16-011  | Thüringisch-Fränkisches Mittelgebirge                | Wartburgkreis                                      |                            | Position | 111,0            | 2001                |
| Sommertal                           |      | 16-023  | Osthessisches Bergland, Vogelberg und Rhön           | Wartburgkreis                                      |                            | Position | 33,2             | 2006                |
| Sonder                              |      | 16-108  |                                                      | Unstrut-Hainich-Kreis                              |                            | Position | 21,9             | 1961                |
| Stadtforst Sondershausen            |      | 16-107  |                                                      | Kyffhäuserkreis                                    |                            | Position | 7,1              | 1961                |
| Steinachgrund                       |      | 16-134  |                                                      | Landkreis Sonneberg                                |                            | Position | 4,7              | 1961                |
| Still                               |      | 16-016  | Mainfränkische Platten                               | Landkreis Schmalkalden-Meiningen                   |                            | Position | 95,0             | 2001                |
| Stoffelskuppe                       |      | 16-124  | Osthessisches Bergland, Vogelberg und Rhön           | Landkreis Schmalkalden-Meiningen                   |                            | Position | 9,4              | 2006                |
| Straufhain                          |      | 16-020  |                                                      | Landkreis Hildburghausen                           |                            | Position | 79,0             | 2000                |
| Süd-West-Kyffhäuser                 |      | 16-145  |                                                      | Kyffhäuserkreis                                    |                            | Position | 129,8            | 1999                |
| Umpfen                              |      | 16-024  | Osthessisches Bergland, Vogelberg und Rhön           | Wartburgkreis                                      |                            | Position | 61,2             | 2006                |
| Veronikaberg                        |      | 16-130  |                                                      | Ilm-Kreis                                          |                            | Position | 14,9             | 1961                |
| Vessertal                           |      | 16-129  |                                                      | Landkreis Hildburghausen                           |                            | Position | 234,0            | 2006                |
| Westerberg                          |      | 16-003  | Thüringer Becken mit Randplatten                     | Kyffhäuserkreis                                    |                            | Position | 95,0             | 2001                |
| Willinger Berg                      |      | 16-120  |                                                      | Ilm-Kreis                                          |                            | Position | 21,7             | 1961                |
| Wirtsnässe-Kesselwiese              |      | 16-015  | Vogtland                                             | Landkreis Greiz                                    |                            | Position | 54,0             | 2001                |
| Wöbelsburg                          |      | 16-103  |                                                      | Landkreis Nordhausen                               |                            | Position | 18,3             | 1961                |
| Wurzelbergfarmde                    |      | 16-132  |                                                      | Landkreis Saalfeld-Rudolstadt, Landkreis Sonneberg |                            | Position | 4,0              | 1961                |
| Zehnbuchen                          |      | 16-125  |                                                      | Landkreis Schmalkalden-Meiningen                   |                            | Position | 11,8             | 1961                |